# Podlesí (district d'Ústí nad Orlicí)
Pour les articles homonymes, voir Podlesí.
Podlesí (en allemand : Podles) est une commune du district d'Ústí nad Orlicí, dans la région de Pardubice, en République tchèque. Sa population s'élevait à 275 habitants en 2024.

## Géographie
Podlesí se trouve à 5 km au nord-est du centre de Choceň, à 11 km au nord-ouest de Ústí nad Orlicí, à 36 km à l'est de Pardubice et à 132 km à l'est de Prague.
La commune est limitée par Koldín et Seč au nord, par Orlické Podhůří à l'est, par Brandýs nad Orlicí au sud, par Mostek au sud-ouest et par Nasavrky au nord-ouest.

## Histoire
La première mention écrite de la localité date de 1392.

## Administration
La commune se compose de trois sections :
- Němčí
- Olešná
- Turov

## Galerie

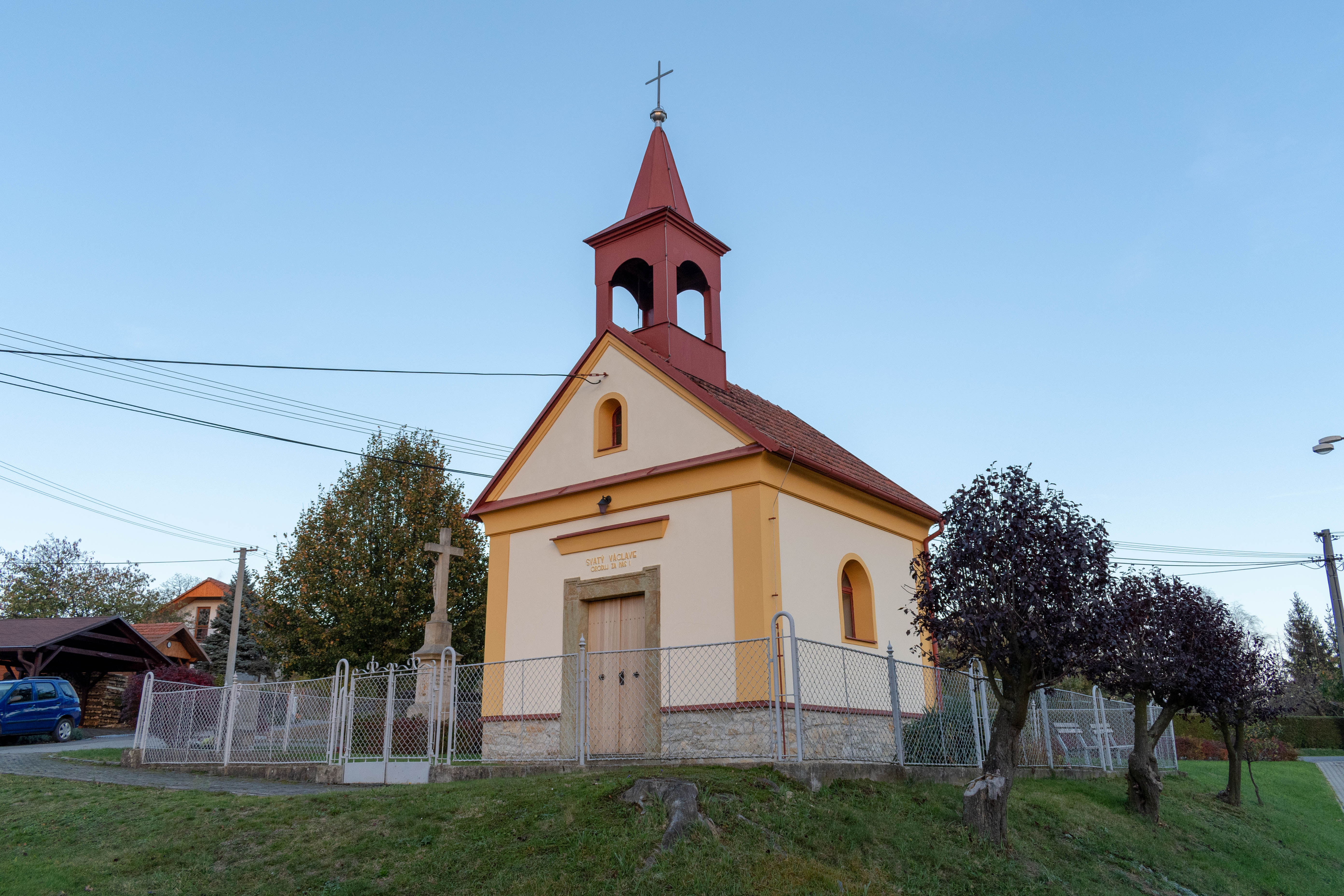
Chapelle à Turov.
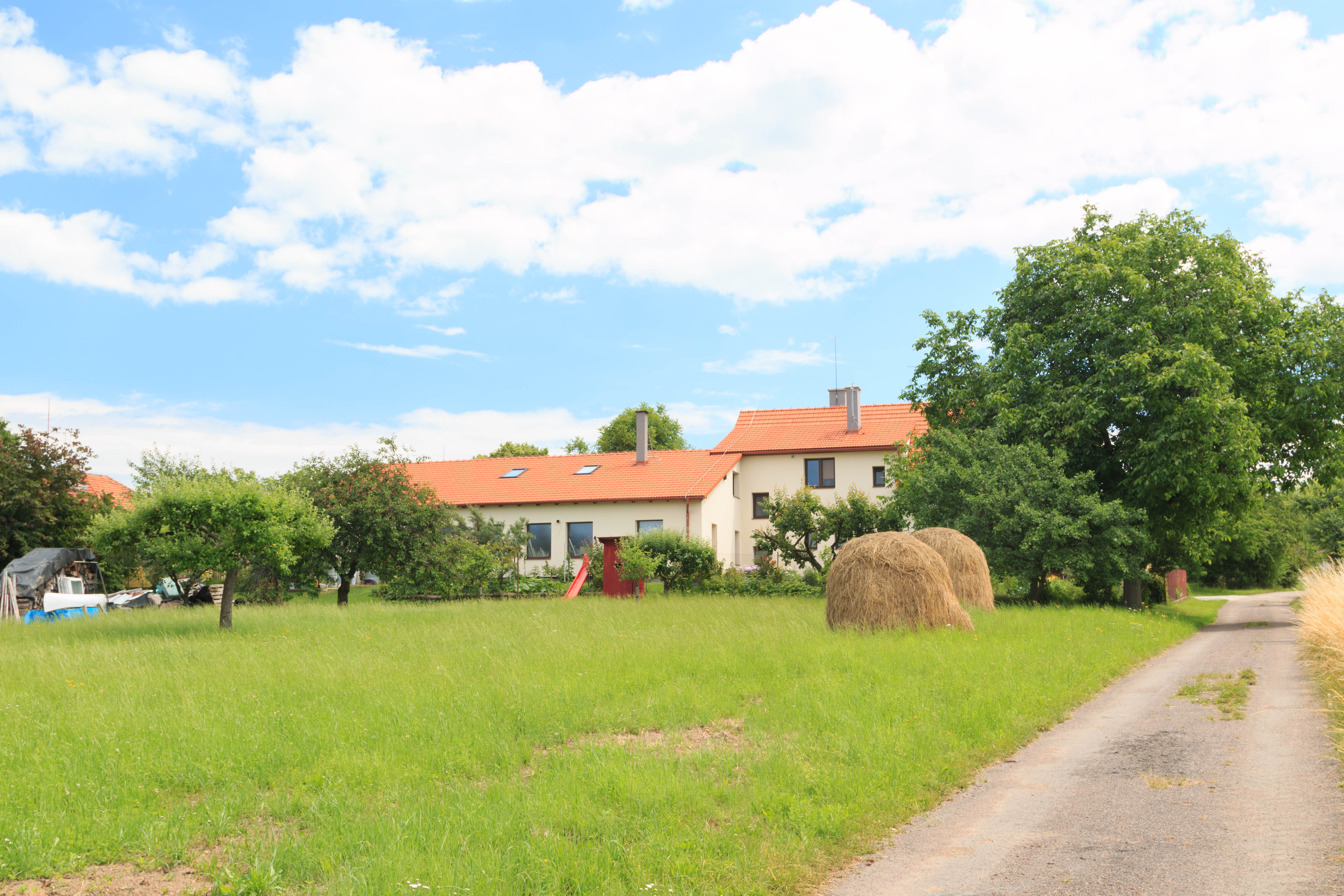
Maisons à Němčí.

## Transports
Par la route, Podlesí trouve à 6 km de Choceň, à 13 km d'Ústí nad Orlicí, à 45 km de Pardubice et à 160 km de Prague. 